# Lituània al Festival de la Cançó d'Eurovisió Júnior
Lituània va ser un dels països que va debutar al Festival de la Cançó d'Eurovisió Júnior en 2007.
Després de dues participacions, el país bàltic va deixar de fer-ho en 2009. Després, hi va tornar per dos anys més (2010 i 2011), però va retirar-se de la competició novament sense intenció de tornar-hi.

## Història
Després de dos anys de participació, LRT es va retirar del concurs l'any 2009 per motius econòmics, però van tornar el 2010. Aquell any LRT va enviar Bartas amb la cançó "Oki Doki". Es va situar en 6a posició de 14 participants.
També van participar el 2011 i van enviar Paulina Skrabytė amb la cançó "Debesys",que va quedar 10è.
L'any 2012, el país es va tornar a retirar per despeses i des d'aleshores no ha tornat al concurs. El 19 de novembre de 2015 es va anunciar que els països bàltics, inclosa Lituània, havien expressat el seu interès a participar en el concurs de 2016. El retorn però no es va materialitzar. El 28 de febrer de 2018, l'emissora lituana LRT va declarar que no tornarien al concurs en un futur proper. El productor executiu de televisió de LRT i cap de delegació del concurs per a adults, Audrius Giržadas, va afirmar que "aquest concurs s'ha convertit en un clon del festival principal d'Eurovisió i no té res a veure amb la infància, les nenes pugen a l'escenari amb els cabells tallats, les pestanyes enganxades i panxa nua, copiant Beyoncé i Christina Aguilera: això no és un esdeveniment en què ens agradaria participar." Giržadas va confirmar que l'emissora no tornaria al concurs el 2021, citant baixes audiències durant el seu temps en el concurs i el cost de la participació. Tanmateix, el novembre de 2023, LRT va declarar que el país no tornaria al concurs. el 2024, però emetrien les edicions de 2023 i 2024 i avaluarien les seves valoracions per a un potencial retorn el 2025. Això encara no s'ha concretat.

## Participació
Llegenda
| Any                                   | Seu       | Artista          | Cançó                  | Lloc | Punts |
| ------------------------------------- | --------- | ---------------- | ---------------------- | ---- | ----- |
| 2007                                  | Rotterdam | Lina Joy         | «Kai miestas snaudžia» | 13   | 33    |
| 2008                                  | Limassol  | Eglė Jurgaitytė  | «Laiminga diena»       | 3    | 103   |
| No hi va participar el 2009           |           |                  |                        |      |       |
| 2010                                  | Minsk     | Bartas           | «Oki doki»             | 6    | 67    |
| 2011                                  | Erevan    | Paulina Skrabytė | «Debesys»              | 10   | 53    |
| No hi va participar entre 2012 i 2024 |           |                  |                        |      |       |